# مهد الحصون
مهد الحصون، أحد المواقع الأثرية في منطقة جازان جنوب المملكة العربية السعودية.

## موقع مهد الحصون
اسم موضع بفتح الميم وفتح الهاء، ويطلق على مجموعة من الحصون القديمة في موضع استراتيجي يتحكم بالمواصلات القديمة بين السهل والحزن، وأغلب هذه الحصون متهدم على هيئة أكوام من الحجارة البركانية وأبرزها حصن وادي خلَب، وأما الناحية الغربية تشتمل على مبنى رئيسي حيث تبلغ مساحته 50 ذراعاً يمتد من الشمال إلى الجنوب، ومن الشرق إلى الغرب يمتد بمساحة 30 ذراعاً، وأما الملحق فيتواجد فيه مباني فرعية من الناحية الشمالية وحولها آثار مسجد قديم، كما عُثر على حجر منقوش عليه الحروف السبئية كما يعتقد البعض أن تلك الحصون بقايا بلدة الدامغ، وهناك من المشائخ من قال بأنها إلى عام 1344هـ شجر من أشجار الدوم يسمى(دوم الدامغ).

## انظر ايضاً
- جيزان (السعودية)
- ثويليل

## وصلات خارجية
- آثار جازان... مدن وأطلال وقلاع تحاكي آلاف السنين من الحضارة.
- صامطة وأحد المسارحة ..آثار ومعالم تاريخية.
- مجموعة من المشرفين بجازان يزورون آثار «مهد الحصون».